# Frank J. Brasco

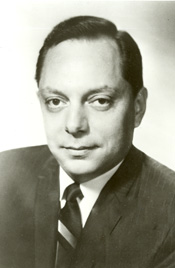
Frank J. Brasco

Frank James Brasco (* 15. Oktober 1932 in Brooklyn, New York; † 19. Oktober 1998) war ein US-amerikanischer Jurist und Politiker. Zwischen 1967 und 1975 vertrat er den Bundesstaat New York im US-Repräsentantenhaus.

## Werdegang
Frank James Brasco graduierte an der St. Michael’s High School. Dann ging er auf das Brooklyn College, welches er 1955 mit einem Bachelor of Arts wieder verließ. Seinen Bachelor of Laws machte er 1957 an der Brooklyn Law School. Brasco diente in der United States Army Reserve. Er war als Attorney und Assistant District Attorney im Kings County tätig. Politisch gehörte er der Demokratischen Partei an.
Bei den Kongresswahlen des Jahres 1966 für den 90. Kongress wurde er im elften Wahlbezirk von New York in das US-Repräsentantenhaus in Washington, D.C. gewählt, wo er nach dem 4. Januar 1967 die Nachfolge von Eugene James Keogh antrat. Er wurde drei Mal in Folge wiedergewählt. Da er auf eine erneute Kandidatur im Jahr 1974 verzichtete, schied er nach dem 3. Januar 1975 aus dem Kongress aus.
Er verstarb am 19. Oktober 1998.